# Phytomenadione
Phytomenadione, còn được gọi là vitamin K1 hoặc phylloquinone, là một loại vitamin được tìm thấy trong thực phẩm và được sử dụng như một chất bổ sung trong chế độ ăn uống. Chúng có thể được sử dụng để điều trị một số rối loạn chảy máu, bao gồm cả quá liều warfarin, thiếu hụt vitamin K và vàng da tắc nghẽn. Chúng cũng được khuyến cáo để phòng ngừa và điều trị bệnh xuất huyết của trẻ sơ sinh. Thuốc thường được khuyến cáo sử dụng qua đường miệng hoặc tiêm dưới da. Sử dụng bằng cách tiêm vào tĩnh mạch hoặc cơ chỉ nên làm khi các tuyến đường khác là không thể. Nếu sử dụng bằng cách tiêm thì thuốc sẽ có tác dụng trong vòng hai giờ.
Tác dụng phụ thường gặp khi được tiêm bằng cách bao gồm đau tại chỗ tiêm và thay đổi vị giác. Các phản ứng dị ứng nặng có thể xảy ra khi tiêm vào tĩnh mạch hoặc cơ. Cũng không rõ ràng về mức độ an toàn nếu sử dụng trong khi mang thai; tuy nhiên, việc sử dụng có thể được chấp nhận trong thời gian cho con bú. Chúng hoạt động bằng cách cung cấp một thành phần cần thiết để tạo ra một số yếu tố đông máu. Phytomenadione có thể được tìm thấy trong rau xanh, dầu thực vật và một số trái cây.
Phytomenadione lần đầu tiên được phân lập vào năm 1939. Nó nằm trong danh sách các thuốc thiết yếu của Tổ chức Y tế Thế giới, tức là nhóm các loại thuốc hiệu quả và an toàn nhất cần thiết trong một hệ thống y tế. Chi phí bán buôn ở các nước đang phát triển là khoảng 0,11 đến 1,27 USD cho một lọ 10 mg. Tại Hoa Kỳ một đợt điều trị có giá dưới 25 USD. Năm 1943, Edward Doisy và Henrik Dam được trao giải Nobel nhờ khám phá ra chất này.